# The High Fructose Adventures of Annoying Orange
A The High Fructose Adventures of Annoying Orange (röviden Annoying Orange) egy tévésorozat, amelyet Dane Boedigheimer alkotott. A sorozat az The Annoying Orange című online sorozat alapján készül. Amerikában a Cartoon Network mutatta be. Boedigheimer szerint, a show ugyanazokat a főszereplőket tartalmazza, mint az internetsorozat, de inkább egy gyümölcsárus kocsin foglalnak helyet. Magyarul még nem mutatták be.

## Előzmények
Dane Boedigheimer 2010 áprilisában bejelentette, hogy gyártana egy tévésorozatot az internetes The Annoying Orange alapján. Hat résznek még abban az évben elkészítette a forgatókönyvét. 2011 februárjában megkezdték a kísérleti filmezést és megtárgyalták a sugárzást a Cartoon Networkkel. Azóta a részek száma már messze meghaladja az eredetileg tervezettet.

## Epizódok
| Bemutató dátuma | #  | Magyar cím | Angol cím                                     |
| --------------- | -- | ---------- | --------------------------------------------- |
|                 |    |            |                                               |
| ELSŐ ÉVAD       |    |            |                                               |
|                 |    |            |                                               |
|                 | 01 |            | Marshmalia                                    |
|                 |    |            |                                               |
|                 | 02 |            | Captain Blood Orange                          |
|                 |    |            |                                               |
|                 | 03 |            | Sir Juice-A-Lot                               |
|                 |    |            |                                               |
|                 | 04 |            | Veggie Zombies                                |
|                 |    |            |                                               |
|                 | 05 |            | Founding Fruits                               |
|                 |    |            |                                               |
|                 | 06 |            | Fruit Vengers                                 |
|                 |    |            |                                               |
|                 | 07 |            | Dr. Strange Plum                              |
|                 |    |            |                                               |
|                 | 08 |            | Bad News Pears                                |
|                 |    |            |                                               |
|                 | 09 |            | Fruit Plane                                   |
|                 |    |            |                                               |
|                 | 10 |            | The Lords of Fruitbush                        |
|                 |    |            |                                               |
|                 | 11 |            | Boys vs. Girls                                |
|                 |    |            |                                               |
|                 | 12 |            | Fruitastic Voyorange                          |
|                 |    |            |                                               |
|                 | 13 |            | Escape from the Planet of the Grapes of Wrath |
|                 |    |            |                                               |
|                 | 14 |            | Follow the Bouncing Orange                    |
|                 |    |            |                                               |
|                 | 15 |            | Spaghetti West                                |
|                 |    |            |                                               |
|                 | 16 |            | Welcome to My Fruitmare                       |
|                 |    |            |                                               |
|                 | 17 |            | Annoying Cutesie                              |
|                 |    |            |                                               |
|                 | 18 |            | Day the Store Stood Still                     |
|                 |    |            |                                               |
|                 | 19 |            | Generic Holiday Special                       |
|                 |    |            |                                               |
|                 | 20 |            | Orange Carol                                  |
|                 |    |            |                                               |
|                 | 21 |            | Orange the Red                                |
|                 |    |            |                                               |
|                 | 22 |            | Orange Belt                                   |
|                 |    |            |                                               |
|                 | 23 |            | When Fruit Ruled the Earth                    |
|                 |    |            |                                               |
|                 | 24 |            | Pop Star                                      |
|                 |    |            |                                               |
|                 | 25 |            | The Fast and the Fruitious                    |
|                 |    |            |                                               |
|                 | 26 |            | Trans.Fruit.Bots                              |
|                 |    |            |                                               |
| MÁSODIK ÉVAD    |    |            |                                               |
|                 |    |            |                                               |
|                 | 27 |            | Chief Executive Orange                        |
|                 | 28 |            | Meet the Oranges                              |
|                 | 29 |            | Fruit-loose                                   |
|                 | 30 |            | My Name Is Orange                             |

## Premierek
| Ország             | Premier dátuma  | Csatorna        |
| ------------------ | --------------- | --------------- |
| Egyesült Államok   | 2012. május 28. | Cartoon Network |
| Kanada             | 2013.           | Cartoon Network |
| Németország        | 2013.           | Cartoon Network |
| Egyesült Királyság | 2013. tavasz    | Cartoon Network |

## Fordítás
- Ez a szócikk részben vagy egészben  a   The High Fructose Adventures of Annoying Orange című angol Wikipédia-szócikk fordításán alapul.  Az eredeti cikk szerkesztőit annak laptörténete sorolja fel. Ez a jelzés csupán a megfogalmazás eredetét és a szerzői jogokat jelzi, nem szolgál a cikkben szereplő információk forrásmegjelöléseként.